# Lutjanus vivanus
Lutjanus vivanus is een straalvinnige vis uit de familie van snappers (Lutjanidae) en behoort derhalve tot de orde van baarsachtigen (Perciformes). De vis kan maximaal 83 cm lang en 8320 gram zwaar worden.

## Leefomgeving
Lutjanus vivanus is een zoutwatervis. De vis prefereert een subtropisch klimaat en leeft hoofdzakelijk in de Atlantische Oceaan. De diepteverspreiding is 90 tot 242 m onder het wateroppervlak.

## Relatie tot de mens
Lutjanus vivanus is voor de visserij van aanzienlijk commercieel belang. In de hengelsport wordt er weinig op de vis gejaagd.
Voor de mens is Lutjanus vivanus potentieel gevaarlijk, omdat er vermeldingen van ciguatera-vergiftiging zijn geweest.